# Ministero degli affari (Danimarca)
Il Ministero degli affari (in danese Erhvervsministeriet) è un dicastero del governo danese che si occupa della politica industriale e commerciale oltre che dello sviluppo economico della Danimarca.
L'attuale ministro è Morten Bødskov, in carica dal 15 dicembre 2022.

## Storia
Il primo embrione del ministero è presente nel primo governo danese presieduto da Adam Wilhelm Moltke del 1848, nel quale fu istituito il Ministero del commercio, guidato da Christian Albrecht Bluhme. Tale dicastero durò pochi mesi, venendo soppresso con la fine del primo governo Moltke.
Il 12 ottobre 1908 fu istituito nuovamente il Ministero del commercio e delle spedizioni marittime, con competenze in materia di commercio a livello nazionale e internazionale. Nel 1979 mutò denominazione in Ministero dell'industria, divenendo poi noto negli anni '90 prima come Ministero dell'industria e della coordinazione degli affari e poi come Ministro degli affari.
Nel 2001 il Ministero degli affari e il Ministero dell'economia furono fusi in un unico dicastero, divenuto quindi Ministero dell'economia e degli affari. Successivamente nel 2011 il Ministero dell'economia fu nuovamente scorporato e quindi il dicastero assunse la denominazione di Ministero degli affari e della crescita.